# Edward Francis (Mediziner)
Edward Francis (* 27. März 1872 in Shandon, Ohio; † 14. April 1957 in Washington, D.C.) war ein US-amerikanischer Mediziner.

## Leben
Francis studierte Medizin an der Ohio State University und an der University of Cincinnati, wo er sein Studium 1897 abschloss. Ab 1900 war er Bakteriologe und Hygieniker an der US-Behörde für das Öffentliche Gesundheitswesen, die er von 1920 bis 1938 leitete. Er forschte vor allem auf dem Gebiet der Infektionskrankheiten.
Francis beschrieb 1921 den nach ihm benannten Erreger der Infektionskrankheit Tularämie (Francisella tularensis), die er ausführlich untersuchte und beschrieb. Er erkrankte auch selbst an der Krankheit.

## Ehrungen
- 1928 Goldmedaille der American Medical Association